# Tallinna Tehnikaülikooli Korvpalliklubi Kalev
Il Tallinna Tehnikaülikooli Korvpalliklubi Kalev, o abbreviato in TTÜ/Kalev, è stata una società cestistica avente sede nella città di Tallinn, in Estonia. Fondata nel 2010, dalla fusione tra Tallinna Kalev e TTÜ KK, dopo una sola stagione le due squadre si divisero e ritornarono ad avere ciascuna vita autonoma.
Giocava nel campionato estone.